# 呼延灼
呼延 灼（こえん しゃく）は、中国の小説で四大奇書の一つである『水滸伝』の登場人物。

## キャラクター概要
天威星の生まれ変わりで、序列は梁山泊第八位の好漢。渾名は双鞭（そうべん）で、得意とする武器・鞭を両手で2本扱うことに由来する。
元は汝寧州の都制（州軍指揮官）。鞭使いで知られる北宋建国の功臣呼延贊の嫡流の子孫という設定。三十騎を横一列に鎖でつないだ強力な騎馬軍団・連環馬戦法の指揮を得意とする。
梁山泊討伐軍の総大将として登場し、当初は梁山泊の英雄達と敵対し数度にわたる梁山泊討伐を行うが、いずれも敗れ、梁山泊に入山した。なお、後日譚である『水滸後伝』にも登場し、屡々「呼将軍」と表記されるが、彼の姓は本来「呼延」という二字姓であり誤りである。

## 物語中での活躍
梁山泊軍が高唐州の高廉（高俅の従弟）を攻め落としたことで、宋朝廷に恐慌をもたらし、高俅から呼延灼が梁山泊討伐司令官に推薦された。呼延灼は天子の徽宗から踢雪烏騅（てきせつうすい）という名馬を賜り、副将の韓滔・彭玘らとともに、梁山泊攻略へ向かう。緒戦で彭玘が梁山泊軍の女将・扈三娘に捕らえられるが、連環馬作戦を駆使して梁山泊軍を大いに苦しめた。追い打ちをかけるべく、首都東京（開封）から砲術の名手である凌振を呼び寄せ、砲撃を加えたが、梁山泊軍に凌振を誘拐されてしまう。その間、梁山泊側では連環馬戦法を破砕するため槍の名手・徐寧を仲間にしており、そのため呼延灼軍は大敗し、韓滔も捕らえられたが、呼延灼は踢雪烏騅で単騎脱出した。
このまま東京へ帰っては面目が立たないため、青州知事の慕容彦達（徽宗の妃である慕容貴妃の兄）を頼る。慕容知事は朝廷へ取りなす交換条件として、青州に巣くう山賊（桃花山・二龍山・白虎山）三山の討伐を依頼する。さっそく桃花山の李忠・周通を攻めて大勝したが、桃花山は二龍山の魯智深・楊志・武松らに救援を求めたため、膠着状態に陥る。その間に白虎山の孔明・孔亮が青州城を攻めたため、とって返して孔明を生け捕った。危機感を覚えた三山連合軍は梁山泊に救援を求め、梁山泊から宋江・呉用・花栄らが派遣される。呼延灼は呉用の策略にはまり、捕らえられた。しかし、宋江は捕虜となった呼延灼の縄を解き、礼を尽くして梁山泊入りを勧めたため、意気に感じた呼延灼は快く入山し、青州城攻略に手を貸した。
その後も芒碭山攻め、曾頭市の曾一族の攻略、北京攻略などに従軍、活躍し、108人の好漢が勢揃いした際には第8位となり、馬軍五虎将の第4番目に位置づけられた。梁山泊軍が朝廷に招安された後は、遼国征伐や方臘征伐に馬軍の将として活躍する。ただし、物語の登場人物としての個性はあまり感じられなくなる。
方臘征伐終了後、東京に凱旋。梁山泊軍解散後は武節将軍に任命され御営兵馬使となり、皇帝の警護を務めた。のちに金国征伐の軍を率い兀朮四太子を撃破するなどの功績を挙げたが淮西で戦死した。
なお、『水滸後伝』によると子の呼延鈺は徽宗の九男の康王趙構（後の高宗）の側近となり、南宋を支えた一人の武将となっており、花逢春（花栄の子）と後述の姉妹の婿の徐晟と義兄弟の誓いを結んでいる。また、娘の呼延玉英は徐寧の子の徐晟に嫁いでいる。

## 補足
呼延灼は、『水滸伝』の原型といわれる『大宋宣和遺事』では「鉄鞭・呼延綽」という名で登場する。『水滸伝』と同時期に成立した小説『楊家将演義』では、呼延賛が鉄鞭を振るって遼軍と大いに戦う場面が多く、『水滸伝』と『楊家将演義』が成立過程で互いに影響を及ぼし合っていることが窺える。また、『岳飛伝（説岳全伝）』では忠臣として登場し、南宋のために老齢の身を駆って奮戦するが、金国の兀朮に殺されてしまう。
横山光輝が著した漫画『水滸伝』にも登場するが、彼の得物である「双鞭」が打撲武器ではなく文字通りの「二本のムチ」として描かれており、二竜山征伐戦で魯智深と相対した際に鞭が魯智深の杓杖に絡まり、力比べを演じる羽目になっている。